# غنداب (قرة باشلو)
غنداب (بالفارسية: گنداب) هي قرية تقع في إيران في قسم قرة باشلو الريفي. يقدر عدد سكانها بـ 73 نسمة بحسب إحصاء 2016.